# Superintendência de Desenvolvimento do Centro-Oeste
Superintendência de Desenvolvimento do Centro-Oeste ou Sudeco é uma autarquia federal brasileira criada por meio da lei nº 5.365, de 1º de dezembro de 1967, com o objetivo de promover o desenvolvimento econômico da região Centro-Oeste.
A autarquia tem jurisdição sobre os estados de Goiás, Mato Grosso e Mato Grosso do Sul e o Distrito Federal. Tem sede e foro na capital federal, Brasília.

## Histórico
A Sudeco substituiu a extinta Fundação Brasil Central. Foi extinta em 1990, durante o governo Collor. Em dezembro de 2008, no governo do Presidente Lula, foi proposta a recriação da autarquia através de projeto de lei complementar 184/04, apresentado em 2004 pelo Poder Executivo à Câmara. Da mesma forma, em 2006, o Congresso já havia aprovado a recriação da Sudam e da  Sudene.
O projeto foi sancionado em 8 de janeiro de 2009 e publicado pelo D.O.U. no dia seguinte (Lei Complementar n°129/2009). e prevê, além da recriação da Sudeco (Superintendência do Desenvolvimento do Centro-Oeste), a criação do Fundo de Desenvolvimento Regional do Centro Oeste. Atualmente, a Região Centro-Oeste dispõem apenas dos recursos do Fundo Constitucional do Centro-Oeste (FCO).
À Sudeco compete definir objetivos e metas econômicas e sociais para o desenvolvimento sustentável do Centro-Oeste; a elaboração de um Plano de Desenvolvimento Regional e a formulação de programas e ações de desenvolvimento, em articulação com os demais órgãos do governo federal. A sua área de atuação inclui os estados do Centro-Oeste -  Mato Grosso, Mato Grosso do Sul, Goiás e o Distrito Federal.
Embora aprovada no governo Lula, a recriação da Sudeco foi regulamentada apenas no governo Dilma. A Superintendência do Desenvolvimento do Centro-Oeste (Sudeco) voltou a existir em maio de 2011, 21 anos após sua extinção. A nova autarquia é vinculada ao Ministério da Integração Nacional. O processo legal de recriação da Sudeco foi iniciado em 2009 quando o presidente Luiz Inácio Lula da Silva sancionou a Lei Complementar n. 129. Já a sua regulamentação aconteceu em 2011, quando a Presidenta Dilma Roussef assinou o  decreto presidencial nº 7.471, de 4 de maio de 2011.

## Lista de superintendentes
Lista a completar:
- Nelson Vieira Fraga Filho, no cargo, para o qual foi nomeado em 17 de junho de 2019.
- Marcos Henrique Derzi Wasilewsk, nomeado em 22 de fevereiro de 2018 por decreto presidencial publicado no Diário Oficial da União[8] e exonerado junho de 2019.
- Antônio Carlos Nantes de Oliveira substituído em 22 de fevereiro de 2018[9].